# Vrhpolje (Sanski Most)
Pour les articles homonymes, voir Vrhpolje.
Vrhpolje (en cyrillique : Врхпоље) est une localité de Bosnie-Herzégovine. Elle est située dans la municipalité de Sanski Most, dans le canton d'Una-Sana et dans la fédération de Bosnie-et-Herzégovine. Selon les premiers résultats du recensement bosnien de 2013, elle compte 2 068 habitants.

## Géographie
Le village est situé sur les bords des rivières Sana et Sanica.

## Démographie

### Évolution historique de la population dans la localité
| 1948 | 1953 | 1961  | 1971  | 1981  | 1991  | 2013  |
| ---- | ---- | ----- | ----- | ----- | ----- | ----- |
| -    | -    | 1 265 | 1 460 | 1 910 | 1 840 | 2 068 |

|  |